# Vodnice
Brukev řepák vodnice, častěji jen vodnice, je rostlina pěstovaná pro své kulovité bulvy, které se konzumují jako zelenina. Někdy se pojídají i listy. Pěstování vodnice má v Evropě dlouhou tradici, před objevením Ameriky měla podobnou úlohu jako poté brambory.

## Synonyma
- Brassica campestris rapifera (Metzg.) Sinskaya

## Popis
Vodnice je nenáročná dvouletá rostlina připomínající ředkvičku. Bulvy jsou bílé vyjma části, která rostla nad povrchem země – ta je načervenalá, nafialovělá nebo nazelenalá. Uvnitř jsou bulvy bílé. Chuťově připomíná něco mezi nepálivou ředkvičkou a kedlubnem, dá se jíst syrová i tepelně upravená.
Velikost bulev záleží na odrůdě i na době růstu: vodnice určené k lidské konzumaci bývají menší, 5–15 cm v průměru, velké krmné bulvy mohou vážit až 1 kg.